# Аболс, Артис
Артис Аболс (латыш. Artis Ābols; род. 3 января 1973, Рига, Латвийская ССР, СССР) — латвийский хоккеист, тренер.

## Карьера игрока
Занимался хоккеем с 6 лет, первым тренером был Хелмут Хиценбергс, затем — Михаил Бескашнов. Начал профессиональную карьеру в 1991 году в рижской «Пардаугаве», где играл до 1995 года. В 1996 году переехал в Швецию. В шведских, финских и датских клубах играл до своего возвращения на родину в ХК «Рига 2000»; также в сезоне 1999/2000 провёл два матча за лиепайский «Металлург». Уже перейдя на тренерскую работу, выходил на лёд в составе команд «Озолниеки/Монархс» (высшая лига Латвии) и «Курбадс». За сборную Латвии провёл четыре чемпионата мира в высшем дивизионе (1999, 2000, 2001, 2002). Также победитель группы C первенства мира (1993) в её составе. Работал комментатором хоккейных матчей.
В 2006 году после травмы колена Аболс перенёс операцию, и доктор случайно обнаружил дырку в сердце у Аболса. Артис перенёс операцию в Словакии под местным наркозом: хотя она прошла успешно, ему запретили большие нагрузки на полгода. В 2008 году он получил серьёзную травму кисти: в одном из игровых эпизодов он не успел полностью увернуться, и игрок противника врезался бедром в руку с клюшкой. В результате травмы был раздроблён хрящ и порваны связки, и именно из-за этой травмы Аболс завершил карьеру игрока.

## Карьера тренера
Артис окончил Латвийскую академию спортивной педагогики, получил тренерскую лицензию. В 2008 году стал помощником главного тренера в возрождённом рижском «Динамо». Первые три сезона работал с Юлиусом Шуплером, затем почти полтора сезона — с Пеккой Раутакаллио. С 5 ноября 2012 года стал и.о. главного тренера «Динамо», после отставки Раутакаллио. Под руководством Аболса рижское «Динамо» выиграло Кубок Надежды 2013.
30 апреля 2013 года  назначен постоянным главным тренером рижского «Динамо». Руководил командой два сезона. В сезоне КХЛ 2013/2014 рижское «Динамо» пробилось в плей-офф, но в первом же раунде в упорной борьбе уступило «Донбассу». В сезоне КХЛ 2014/2015 рижское «Динамо» заняло 12-е место в Западной Конференции КХЛ и не пробилось в плей-офф. По окончании сезона в связи с неопределённостью своего будущего в команде покинул пост главного тренера рижского «Динамо».
3 июня 2015 г. назначен старшим тренером хоккейного клуба «Лада», выступающего в КХЛ. После отставки главного тренера Сергея Светлова 17 сентября 2015 г. назначен исполняющим обязанности главного тренера ХК «Лада». 13 ноября 2015 г. назначен главным тренером тольяттинской «Лады». С 2020 является тренером елгавского хоккейного клуба «Земгале/ЛЛУ».

### Достижения
- Обладатель Кубка Надежды 2013

### Статистика (главный тренер)
Последнее обновление: 06 марта 2017 года
| Команда     | Сезон       | Турнир        | И                    | В                    | ВО/ВБ                | ПО/ПБ                | П                    | О                    | %O                   | Результат            |
| ----------- | ----------- | ------------- | -------------------- | -------------------- | -------------------- | -------------------- | -------------------- | -------------------- | -------------------- | -------------------- |
| Динамо Рг   | КХЛ 2012-13 | Рег. сезон    | 28                   | 8                    | 1                    | 2                    | 17                   | 28                   | 33,3%                | 14-е на Западе       |
| Динамо Рг   | КХЛ 2012-13 | Кубок Надежды | 13                   | 8                    | 1                    | 2                    | 2                    | 28                   | 71,8%                | Кубок                |
| Динамо Рг   | КХЛ 2013-14 | Рег. сезон    | 54                   | 22                   | 11                   | 5                    | 16                   | 93                   | 57,4%                | 5-е на Западе        |
| Динамо Рг   | КХЛ 2013-14 | Плей-офф      | 7                    | 3                    | 0                    | 0                    | 4                    | 9                    | 42,9%                | 1/8 финала           |
| Динамо Рг   | КХЛ 2014-15 | Рег.сезон     | 60                   | 22                   | 3                    | 5                    | 30                   | 77                   | 42,8%                | 12-е на Западе       |
| Динамо Рг   | КХЛ 2014-15 | Плей-офф      | Не попали в плей-офф | Не попали в плей-офф | Не попали в плей-офф | Не попали в плей-офф | Не попали в плей-офф | Не попали в плей-офф | Не попали в плей-офф | Не попали в плей-офф |
| Лада        | КХЛ 2015-16 | Рег.сезон     | 50                   | 15                   | 5                    | 7                    | 23                   | 62                   | 41,3%                | 13-е на Востоке      |
| Лада        | КХЛ 2015-16 | Плей-офф      | Не попали в плей-офф | Не попали в плей-офф | Не попали в плей-офф | Не попали в плей-офф | Не попали в плей-офф | Не попали в плей-офф | Не попали в плей-офф | Не попали в плей-офф |
| Лада        | КХЛ 2016-17 | Рег.сезон     | 60                   | 16                   | 5                    | 7                    | 32                   | 65                   | 36,1%                | 14-е на Востоке      |
| Лада        | КХЛ 2016-17 | Плей-офф      | Не попали в плей-офф | Не попали в плей-офф | Не попали в плей-офф | Не попали в плей-офф | Не попали в плей-офф | Не попали в плей-офф | Не попали в плей-офф | Не попали в плей-офф |
| Всего в КХЛ | Всего в КХЛ | Всего в КХЛ   | 252                  | 83                   | 25                   | 26                   | 118                  | 325                  | 43,0%                |                      |

## Скандалы
- 6 мая 2000 года по радио сообщили, что у одного из игроков сборной Латвии, победившей днём ранее сборную России со счётом 3:2, обнаружили допинг. Аболс, узнав об этом, немедленно обратился ко врачу, подозревая, что мог случайно принять запрещённый препарат. Однако позже выяснилось, что сообщение о допинге было ошибочным[2].
- 11 сентября 2017 года в матче против Сибири (1:3) Артис Аболс получил двухминутное удаление за нецензурную брань в адрес арбитра, что попало в прямой эфир[3], однако на послематчевой пресс-конференции не признал, что говорил что-то оскорбительное в адрес судьи[4].

## Семья
Женат, трое детей, один из них — хоккеист Родриго Аболс (род. 1996; игрок шведского «Эребру» и сборной Латвии).